# 揚皮爾 (頓內茨克州)

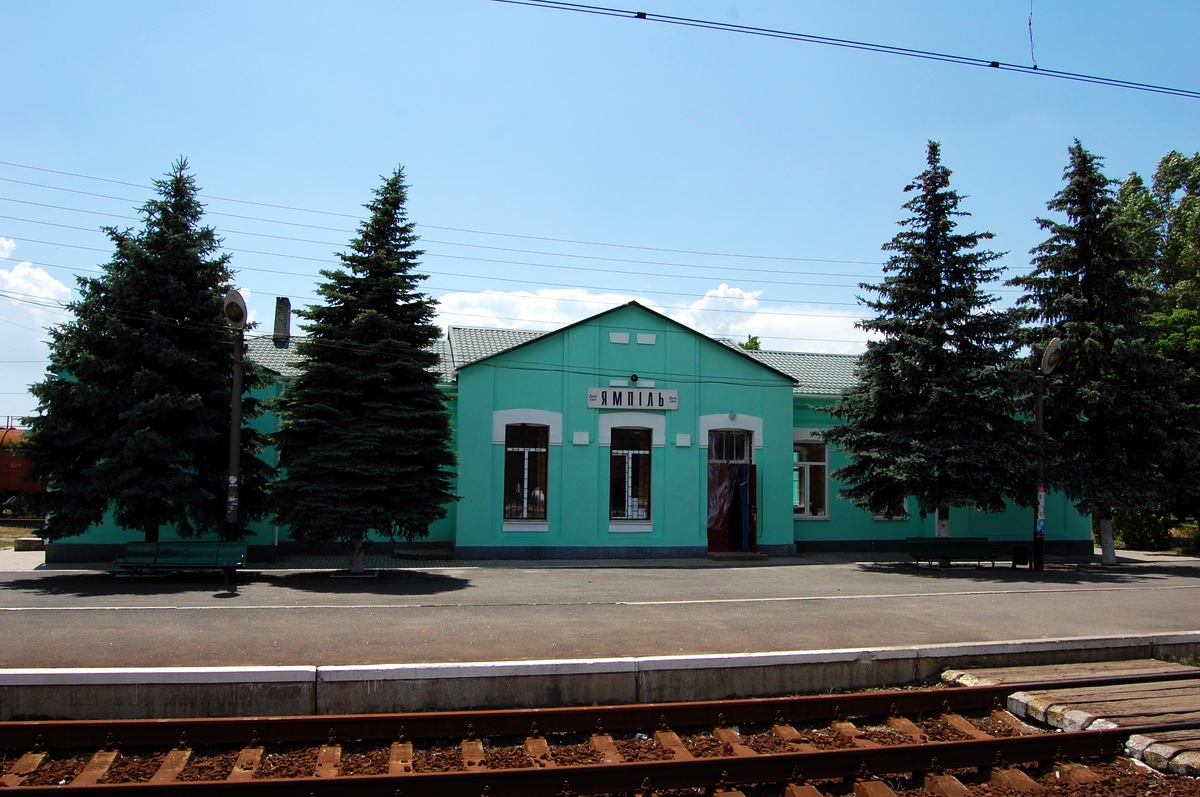
火车站

扬皮尔（烏克蘭語：Ямпіль，羅馬化：Yampil，發音：[ˈjampʲilʲ] ⓘ）是烏克蘭頓涅茨克州克拉马托尔斯克区利曼市镇内的鎮，始建於1665年，面積106.4平方公里，海拔高度73米，2011年人口2,149，人口密度每平方公里20。
2014年6月19日，乌克兰军队从亲俄武裝人員手中收復了扬皮尔。2022年4月28日，扬皮尔被俄罗斯占领。9月30日，扬皮尔被乌克兰军队收復。